# Alta Floresta

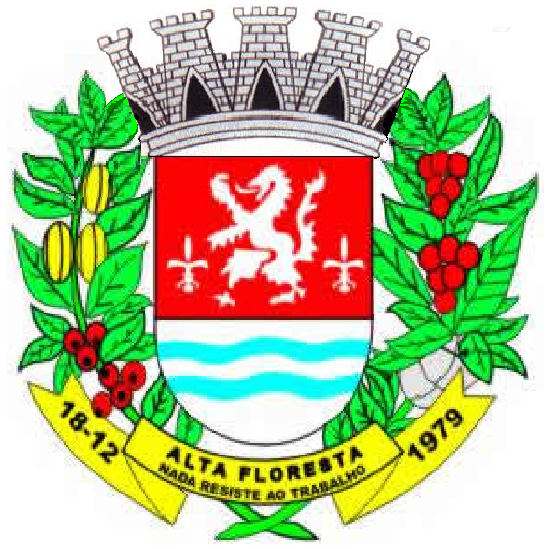
Wappen von Alta Floresta

Koordinaten: 9° 53′ S, 56° 56′ W
Alta Floresta, amtlich Município de Alta Floresta, ist ein Ort in Brasilien. Er liegt im nördlichen Teil des Bundesstaates Mato Grosso. In Alta Floresta leben 46.982 Einwohner. Die nächsten großen Städte sind das 819 km entfernte Cuiabá und das 162 km entfernte Colíder.

## Verkehr
Die Stadt verfügt über einen durch die Gesellschaft Infraero betriebenen Flughafen (IATA-Code AFL) und ist über die Autobahnen BR-163, MT-320 oder MT-208 erreichbar.

## Tourismus
Alta Floresta ist neben Manaus und Belém einer der für den Tourismus wichtigsten Orte im Amazonasgebiet.